# Auf der Reeperbahn nachts um halb zwei
Auf der Reeperbahn nachts um halb zwei ist ein Kartenspiel des deutschen Spieleautors Reiner Knizia für zwei Personen. Das Spiel erschien 2006 beim Verlag Kosmos Spiele gemeinsam mit Rio Grande Games (als Time Square) und wurde in Deutschland in der Serie Spiele für Zwei veröffentlicht.

## Thema und Ausstattung
Bei dem Spiel handelt es sich um ein Karten- und Brettspiel, bei dem die beiden Mitspieler durch den taktischen Einsatz der Karten Figuren auf einem Spielfeld auf die jeweils eigene Spielfeldhälfte ziehen und damit eine von zwei zentralen Figuren, Schampus-Charlie und Brilli-Lilli, in ihr Lokal locken müssen. Der Spieltitel und auch die Auswahl der Spielcharaktere bezieht sich dabei auf das Lied Auf der Reeperbahn nachts um halb eins sowie auf den gleichnamigen Film von 1954. Der „Blonde Hans“ ist eine Anspielung auf den Schauspieler Hans Albers, der die Hauptrolle in dem Film spielte. Die rote Lola dagegen ist der Titel eines Films von Alfred Hitchcock aus dem Jahr 1949 mit Marlene Dietrich in der Hauptrolle, die in dem Film Der blaue Engel von 1930 die Varietésängerin Lola Lola spielte und dem Film damit den Namen brachte.
Das Spielmaterial besteht neben der Spielanleitung aus
- einem Spielplan,
- 55 Spielkarten in vier Farben,
- 6 Spielfiguren (2 Leibwächter, Schampus-Charlie, Brilli-Lilli, die Rote Lola und der Blonde Hans).

## Spielweise
Zur Spielvorbereitung wird der Spielplan so zwischen den beiden Spielern aufgebaut, dass jeder vor einem Lokaleingang sitzt. Die Figuren von Schampus-Charlie und Brilli-Lilli werden auf das mittlere Feld gestellt, wobei Schampus-Charlie im dunklen Rand steht. Danach werden die beiden zu Lilli gehörenden Leibwächter rechts vor und hinter ihr mit jeweils einem dazwischenliegenden freien Feld platziert. Die Positionen der Roten Lola und des Blonden Hans werden ausgelost, dann werden diese auf die frei gebliebenen Felder zwischen der Brilli-Lilli und den Leibwächtern gestellt. Die Karten werden gemischt und jeder Spieler bekommt acht Karten, die er verdeckt auf die Hand nimmt.
Der Spieler, auf dessen Seite der Blonde Hans steht, beginnt das Spiel; danach spielen beide Spieler jeweils abwechselnd einen vollständigen Zug. In jedem Zug kann ein Spieler beliebig viele Karten einer Farbe ausspielen oder alternativ einen Leibwächter oder Brilli-Lilli auf das Feld mit dem Blonden Hans stellen. Als dritte Option darf ein Spieler beliebig viele Karten ungenutzt abwerfen.
Bei den Karten bezieht sich jede Kartenfarbe auf eine Spielfigur. Dabei gehören grüne Karten zu Brilli-Lilli, die roten zur Roten Lola, die gelben zum Blonden Hans und die grauen zu den beiden Leibwächtern; für Schampus-Charlie gibt es keine Karten, da er nicht aktiv bewegt werden kann. Für das Ausspielen der Karten gelten einige Regeln:
- Der aktive Spieler darf grundsätzlich immer eine oder mehrere Karten ausspielen; sie müssen jedoch alle jeweils dieselbe Farbe haben. Die Karten werden einzeln gespielt und nacheinander ausgeführt. Dabei darf eine Karte, die nicht ausgeführt werden kann, nicht gespielt werden.
- Die grünen, die roten und die gelben Karten geben jeweils an, um wie viele Schritte sich die jeweiligen Personen bewegen dürfen. Zwei grüne Karten zusammen dürfen eingesetzt werden, um die ganze Gruppe von Lilli und ihren beiden Leibwächtern um ein Feld zu bewegen.
- Bei den grauen Karten gibt es drei Typen – entweder darf ein Leibwächter um ein Feld bewegt werden oder es werden beide Leibwächter um ein Feld oder einer um zwei Felder (hin und zurück) bewegt oder beide Leibwächter werden auf die Positionen vor und hinter Lilli herangezogen.

Nachdem eine Karte gespielt, eine Figur zum Blonden Hans gerufen oder Karten abgeworfen wurden, zieht der aktive Spieler vom Nachziehstapel so viele Karten nach, dass er wieder acht Handkarten hat. Zuletzt kann Schampus-Charlie um ein Feld in Richtung des eigenen Lokals gezogen werden, wenn auf den zwei Feldern des Eingangsbereichs eine Person steht (für jede Person ein Schritt) oder Lilli und die beiden Leibwächter komplett auf der eigenen Spielfeldhälfte stehen.
Das Spiel endet, sobald entweder Brilli-Lilli oder Schampus-Charlie den Eingangsbereich eines der beiden Lokale betritt. In diesem Fall ist der Besitzer des Lokals der Gewinner des Spiels. Alternativ endet das Spiel, wenn der Nachziehstapel zum zweiten Mal komplett leer ist; in dem Fall gewinnt der Spieler, auf dessen Hälfte Brilli-Lilli steht. Steht diese in der Mitte, entscheidet die Position von Schampus-Charlie über den Sieg.

## Entwicklung und Rezeption
Das Spiel Auf der Reeperbahn nachts um halb zwei wurde von dem deutschen Spieleautor Reiner Knizia entwickelt und 2006 von Kosmos Spiele in der Serie Spiele für Zwei auf Deutsch sowie von Rio Grande Games in englischer Sprache als Time Square veröffentlicht. In einer zeitgenössischen Vorstellung des Spiels im Handelsblatt durch Joachim Wollschläger wird das Spiel in den Kontext eines „Hamburg, bei dem die Reeperbahn wirklich noch das Vergnügungsviertel der Seeleute war und ein Kiez, in dem fast jeder jeden kannte“ gesetzt und der Spielekritiker Harald Schrapers schrieb in der Fachzeitschrift Fairplay von einem „richtig verruchten Spaß“. Letzterer lobte den abstrakten Spielablauf, fand ihn jedoch durch den Glücksfaktor beim Kartenziehen etwas getrübt.
2016 wurde auf der Basis des Spiels ein Spiel namens King & Jester auf Japanisch beim japanischen Verlag cosaic veröffentlicht. 2019 erschien bei IELLO das Spiel Royal Visit zuerst in einer französischen Version und 2020 in einer englischen Version, das ebenfalls auf Auf der Reeperbahn nachts um halb zwei aufbaut.

## Belege
1. 1 2 3 4 5 6 7  Auf der Reeperbahn nachts um halb zwei. (PDF; 1,46 MB) Spielanleitung. In: kosmos.de. Franckh-Kosmos Verlags-GmbH & Co. KG, 2006, abgerufen am 30. Mai 2020.
2. 1 2  Versionen von Royal Visit / Time Square in der Spieledatenbank BoardGameGeek (englisch); abgerufen am 27. April 2020.
3. ↑  Joachim Wollschläger: Auf der Reeperbahn. Hamburg ganz nostalgisch, in: Handelsblatt, 25. Mai 2007; abgerufen am 3. Juni 2020.
4. 1 2  Harald Schrapers: Auf der Reeperbahn nachts um halb zwei. auf gamesweplay.de, 2006 -  Kopie eines Beitrags, der in der Fachzeitschrift Fairplay, Ausgabe April–Juni 2006, erschienen ist.